# Paspalum nummularium
Paspalum nummularium là một loài thực vật có hoa trong họ Hòa thảo. Loài này được Chase ex Send.& A.G.Burm. mô tả khoa học đầu tiên năm 1981.